# برعمة برتقالية
برعمة برتقالية (الاسم العلمي:Gemmatimonas aurantiaca) هي نوع من البكتيريا تتبع جنس البرعمة من فصيلة البرعمات.